# Radio Eska
Radio Eska est un réseau national polonais de stations de radio et la troisième station de radio en termes d'audience en Pologne,. Le siège de Radio Eska S.A. est situé au 10 rue Jubilerka à Varsovie.

## Eska TV
En 2008, la chaîne de télévision Eska TV est lancée.